# Linaphis lini
Linaphis lini är en insektsart. Linaphis lini ingår i släktet Linaphis och familjen långrörsbladlöss. Inga underarter finns listade i Catalogue of Life.